# Larissa Wilson
Larissa Hope Wilson (5 de maio de 1989) é uma atriz britânica, mais conhecida por seu papel no seriado inglês Skins, interpretando a personagem Jal Fazer. Ela se graduou na John Cabot Academy em Kingswood, perto de Bristol.
Em fevereiro de 2008, Larissa Wilson, ao lado de Nicholas Hoult (o seu parceiro em Skins), apresentou o Shockwaves NME Awards, premiando a cantora Kate Nash com o prêmio de "Melhor Artista Solo".
Em julho do mesmo ano, ela apareceu em um episódio de Holby City, interpretando a personagem de Rebecca Webster.
Ela ainda se uniu novamente com April Pearson, a sua parceira em Skins, para participar do filme "Tormented", um horror-comédia que conta a história de Darren, um garoto que sofre bullying por parte de seus colegas de escola. No entanto, quando o jovem morre, ele volta do mundo dos mortos para assombrar todos aqueles que cometeram bullying contra ele.

## Filmografia
| Ano  | Nome      | Papel     |
| ---- | --------- | --------- |
| 2009 | Tormented | Khalillah |

## Televisão
| Ano       | Nome       | Papel           |
| --------- | ---------- | --------------- |
| 2007-2008 | Skins      | Jal Fazer       |
| 2008      | Holby City | Rebecca Webster |
| 2009      | Kingdom    | Donna           |